# Дьяково (Дмитровский городской округ)
Дьяково — деревня в Дмитровском районе Московской области, в составе городского поселения Деденево. Население — 10 чел. (2010). До 2006 года Дьяково входило в состав Целеевского сельского округа. Первое упоминание - 1619 году. Тогда Угоцкий Степан Андреевич приобретает Дьяково у Гавриила Андреевича Дьякова.

## Расположение
Деревня расположена в центральной части района, примерно в 14 км юго-западнее Дмитрова, в 7 км на запад от Деденево, у истоков малой речки Икшанка, (левого притока реки Икша), высота центра над уровнем моря 198 м. Ближайшие населённые пункты — Григорково на востоке и Горки на севере.

## Население
| 2002 | 2006 | 2010 |
| ---- | ---- | ---- |
| 30   | ↘14  | ↘10  |